# 仁憲高等学校
仁憲高等学校（インホンこうとうがっこう、朝鮮語: 인헌고등학교）は、ソウル特別市冠岳区奉天洞に所在する公立高等学校。
学校のシンボルの校木はケヤキ、校花はレンギョウである。
2022年5月1日時点の生徒数は432名、教職員数は69名である。

## 沿革
- 1984年12月7日 - 仁憲高等学校設立認可（36クラス）。
- 1985年3月1日 - 初代 キム・ジェギョン校長就任。
- 1985年3月2日 - 1985年度入学式（11クラス）。
- 1988年2月12日 - 第1回卒業式（694人）。
- 1989年12月5日 - 特別教室2か所増築および休憩所3か所新築。
- 1998年6月20日 - 学校講堂の新築。
- 2002年6月24日 - 仁憲情報館竣工。
- 2007年8月30日 - 学生食堂完備（教職員48席、学生400席）。
- 2021年1月5日 - 第34回卒業式（172人、累計14,839人）。
- 2021年3月2日 - 2021年度入学式 (7学級134名)
- 2021年9月1日 - 第14代キム・ヒョン校長就任（公募校長）。

## 「反日教育政治偏向」騒動
2019年、仁憲高等学校の生徒であったチェ・インホらは、「仁憲高等学校学生守護連合」を結成して記者会見を開き、「一部の教師が、1週間前から生徒たちに、反日の文言が記された宣言文を書くよう指示した。マラソン行事の際には、『日本の経済侵略に反対する。自民党安倍は滅びる』などのスローガンを叫ばせた」などと主張し注目を集めた。ソウル特別市教育庁は調査をおこなったが、「教師の一部に不適切な発言はあったが、特定の政治（思想）の注入や強制、政治偏向教育活動とはみなせない」と判断した。学校側は、当該生徒に対し社会奉仕などの懲戒を課したが、2020年10月にソウル行政裁判所は処分の取り消しを命じる判断を下した。
その後、2022年になって、チェ・インホは国民の力からソウル特別市冠岳区の区議会選挙に出馬し、当選した。